# Balakan (rajón)
Balakan (ázerbájdžánsky Balakən) je rajón na severozápadě Ázerbájdžánu, v blízkosti hranic s Ruskem a Gruzií. Hraničí s gruzínským regionem Kakheti a Dagestánem v Rusku. Hranice protíná město Postbina. Rajón vznikl 8. srpna 1930. Většina obyvatel mluví ázerbájdžánštinou a minoritně i avarsky a gruzínsky.